# Paul Bartsch
Paul Bartsch (ur. 31 marca 1901 w Borku w Wielkopolsce, zm. 24 marca 1950 w Gransee) – niemiecki ksiądz rzymskokatolicki, przeciwnik narodowego socjalizmu, więzień niemieckiego obozu koncentracyjnego KL Dachau. Ograbiony i zamordowany w Niemieckiej Republice Demokratycznej.

## Życiorys
15 lutego 1925 przyjął święcenia kapłańskie. Był wikarym w parafii św. Mikołaja w Berlinie. W czasie II wojny światowej był duszpasterzem Polaków, wstawiając się za nimi, z tego też powodu był kilkakrotnie aresztowany przez Gestapo. W końcu trafił do niemieckiego obozu koncentracyjnego KL Dachau. Łącznie w więzieniach i obozie koncentracyjnym spędził ponad 2 lata. Po roku 1945 pozostał w radzieckiej strefie okupacyjnej, będąc rektorem kościoła św. Huberta w Petershagen w Brandenburgii, proboszczem w parafii w Gransee, w której w latach 1935-1939 był proboszczem Albert Willimsky. W czasie podróży duszpasterskiej został ograbiony i zamordowany przez nieznanych sprawców.

## Pamięć
W Gransee na budynku parafii znajduje się tablica pamiątkowa poświęcona jemu, jak i również proboszczowi Albertowi Willimskyemu.

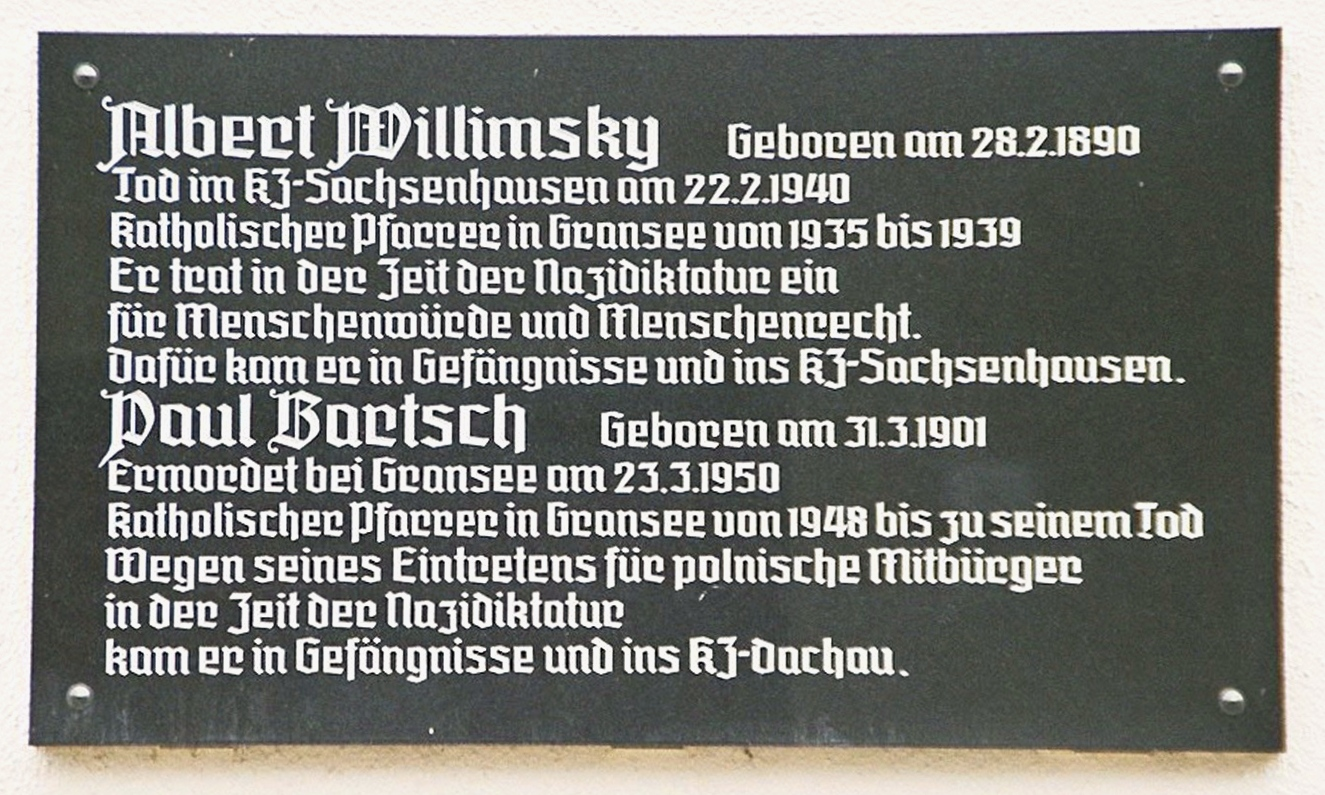
Tablica pamiątkowa ku czci księży Willimskyego i Bartscha w Gransee, którzy wstawiali się za Polakami w czasie nazizmu